# 파피 델레바인
포피 델러빈(Poppy Delevingne, 영어 발음: /ˌpɒpi dɛləˈviːn/, 1986년 5월 3일 ~ )은 잉글랜드의 모델이다. 모델 겸 배우 카라 델러빈의 자매이다.

## 출연 작품

### 영화
- 락앤롤 보트 (2009)
- 쉬즈 퍼니 댓 웨이 (2014)
- 앱솔루틀리 패벌러스: 더 무비 (2016)
- 엘비스와 대통령 (2016)
- 킹 아서: 제왕의 검 (2017)
- 킹스맨: 골든 서클 (2017)